# Chloraea undulata
Chloraea undulata là một loài thực vật có hoa trong họ Lan. Loài này được Raimondi ex Colunga mô tả khoa học đầu tiên năm 1878.